# Johnius plagiostoma
Johnius plagiostoma är en fiskart som först beskrevs av Bleeker, 1849.  Johnius plagiostoma ingår i släktet Johnius och familjen havsgösfiskar. Inga underarter finns listade i Catalogue of Life.